# Donnie Van Zant
Donnie Van Zant, né le 11 juin 1952 à Jacksonville, en Floride, est un chanteur américain de rock. Il est le frère cadet de Ronnie Van Zant, fondateur et chanteur de Lynyrd Skynyrd, et le frère aîné du chanteur de rock sudiste Johnny Van Zant.
Van Zant et Don Barnes fondèrent le groupe .38 Special en 1974. Il en fut le chanteur principal jusqu'en 2013. Le groupe commença sa carrière dans le rock sudiste, mais se dirigea ensuite vers une forme de rock plus directe. Beaucoup de leurs succès ont été enregistrés entre 1981 et 1991.
Van Zant enregistre également avec son frère cadet Johnny, dans un groupe simplement nommé Van Zant.